# Dariusz Kosz
Dariusz Kosz – polski scrabblista, matematyk, nauczyciel akademicki, trzykrotny mistrz Polski w scrabble.

## Publikacje naukowe
- Corrigendum to "On a discrete version of Tanaka's theorem for maximal functions". Proceedings of the American Mathematical Society. 2015, vol. 143, nr 12, s. 5471-5473. ISSN 0002-9939 (współautorzy: Jonathan Bober, Emanuel Carneiro, Kevin Hughes, Lillian B. Pierce)
- On the discretization technique for the Hardy-Littlewood maximal operators. Real Analysis Exchange. 2016, vol. 41, nr 2, s. 287-292. ISSN 0147-1937
- On relations between weak type and restricted weak type inequalities for maximal operators on non-doubling metric measure spaces. Studia Mathematica. 2018, vol. 241, nr 1, s. 57-70. ISSN 0039-3223
- On relations between weak and strong type inequalities for maximal operators on non-doubling metric measure spaces. Publicacions Matematiques. 2018, vol. 62, nr 1, s. 37-54. ISSN 0214-1493